# Rimavská kotlina
Rimavská kotlina je geomorfologický podcelek Jihoslovenské kotliny.

## Charakteristika
Zabírá její východní část a ohraničují ji ze severu Revúcka vrchovina, ze západu Oždianska pahorkatina, z jihu Cerová vrchovina a z východu Slovenský kras. Rozprostírá se v povodí středního a dolního toku řek Slaná, Blh a Rimava. Kotlina má pahorkatinný charakter a je budována písčitými slíny a vápnitými písky a jíly. Klimaticky leží v teplé oblasti s mírně suchým charakterem a studenou zimou, s průměrnými teplotami v červenci kolem 19 - 20 °C a v lednu kolem -3 až -4 °C. Průměrně v oblasti za rok spadne kolem 600 mm srážek.[zdroj?]

## Sídla v Rimavské kotlině
Rimavská kotlina patří mezi středně hustě zalidněné území a leží zde města Rimavská Sobota a Tornaľa, z dalších významnějších sídel například Hrachovo, Jesenské, Rimavská Seč, Lenartovce, Veľký Blh a Plešivec.

## Doprava
Územím vede důležitá dopravní spojnice středního a východního Slovenska, dnes mezinárodní silnice E58, vedoucí po silnici první třídy č. 50. Spojuje Zvolen a Lučenec s Rimavskou Sobotou, Tornalou a Rožňavou. Nezastupitelnou roli hraje železniční trať Zvolen - Košice, která je součástí jižního propojení západního a východního Slovenska. V Jesenském se připojuje trať do Brezna a v Lenartovcích trať do Miškovce.